# せなけいこ
せな けいこ（黒田（瀬名） 恵子、1931年12月3日 - 2024年10月23日）は、日本の絵本作家。童画家の武井武雄に師事し童画を、児童文学作家の武田雪夫に童話を学んだのち、４冊からなる「いやだいやだの絵本」シリーズでデビューする。同作で、第17回サンケイ児童文学出版文学賞を受賞。その他「あーんあーんの絵本」シリーズ（全４冊）、「めがねうさぎ」シリーズなど、後世まで長く読み継がれる名作絵本を多数世に出した。「いやだいやだの絵本」シリーズのうちの１冊、『ねないこだれだ』に登場する「おばけ」は、せな作品のトレードマークとして広く知られている。

## 経歴

### 生誕から学校卒業まで（1931年 - 1950年）
1931年（昭和6年）12月3日、東京市牛込区（現在の新宿区)南町に、瀬名貞利・富美の長女として生まれる。父は旧幕臣瀬名義利陸軍少将の三男で、東洋生命保険に務めていた。せなには両親のほか、３人の弟と１人の妹がいた。
子ども時代のせなにおいてもっとも大きな影響を及ぼしたのは、父・貞利の存在だった。貞利は、声楽を志望しており、音楽や山歩きを愛していた。当時、せなは貞利とともに山歩きをしながら、歌を教わったり、ともに俳句を詠んだりすることを楽しんでいたという。
そんな父の書棚には、後のせなに大きな影響を与える絵本の数々があった。その中には、ハインリッヒ・ホフマン『もじゃもじゃペーター』のドイツ語版が含まれていた。せなは、とくに『もじゃもじゃペーター』の世界観を愛し、その訳文の一節を覚えているほどであったという。『もじゃもじゃペーター』と、のちに買ってもらった武井武雄『おもちゃ箱』が、せなの愛読書となる。
1944年4月、せなは、東京高等師範学校附属高等女学校（現在のお茶の水女子大学附属高等学校）に入学し、1950年3月に同校を卒業する。せなは、同校入学後から、本格的に絵を描くことを生業にしようと決意するが、母・富美はそれに反対であった。母の反対を受けて、美術大学の進学を断念したせなは、学校卒業とともに独立し、日本銀行への就職を決める。

### 日本銀行時代（1951年 - 1956年）
日本銀行に勤めはじめたせなは、働きながらも、絵描きとしての仕事を求め、自作のカット見本を手に、出版社めぐりをはじめる。その結果、雑誌『少女』などに挿絵を掲載されるようになっていった。
このような中、せなにとって人生の大きな転機となったのは、武井武雄との出会いであった。1951年10月2日から10月7日かけて開催された第5回童画美術展のパーティに参加したせなは、そこで武田雪夫と知り合い、後日、武田を通じて、武井武雄を紹介された。
こうして、武井武雄の10人目の弟子となり、武井に童画の師事を受けるようになったせなは、瀬名恵子名義で児童書の挿絵を描きはじめる。
1953年11月頃には、勤務していた日本銀行内にサークル「かみきりの会」を発足させ、色セロファンを用いた色影絵透視紙芝居を共同制作する。1954年には、フレーベル館の講堂で色影絵紙芝居の発表会を開催した。
1955年には、日本童画会会員となり、1956年5月には、ついに、日本銀行を退職した。

### 絵本作家としての活動（1957年 - 1979年）
1956年に、日本銀行を退職したせなは、東京都中野区に転居し、一人暮らしを始める。フリーランスとして仕事をはじめたせなは、コマーシャルフィルムのコンテや、さくら・カラー・プロダクション製作の名作童話シリーズ「コニグラフ」の幻燈など、数多くのを手がけていった。
1963年に、落語家の6代目柳亭燕路(黒田健之助）と結婚。1964年には長男黒田龍之助が、1967年には長女・黒田かおる（黒田薫）が誕生する。
こうして、せなにとっては仕事と育児の両立に悩む日々がつづくなか、絵本『にんじん』の企画がスタートする。なかなか企画が進行しないなか、それが出版に向けて動きだすきっかけとなったのは、そのとき偶然、紀伊国屋画廊での「童画ぐるーぷ」第５回展に来場した福音館書店・本田慶子とせなとの出会いだった。せなが記していた当時の日記には、本田との出会いによって出版に向けたうごきが進んでいく様子が記されている。
1969年11月、せなが37歳の時に、デビュー作『いやだいやだの絵本』（全4冊、1969）が出版される。本シリーズは、1970年（昭和45年）にサンケイ児童出版文化賞受賞した。
その後、1972年には、「あーんあーんの絵本」（全４冊）を出版。1975年にポプラ社より『めがねうさぎ』を出版。それを機に「めがねうさぎ」シリーズがスタートする。

### その後の活動（1980年 - 2024年）
1980年に、神奈川県逗子市に、自宅を購入する。同年に、赤羽末吉らとともに、国際アンデルセン賞授賞式に出席するための海外ツアーに参加し、それ以後、海外旅行に出かけることが多くなる。
2017年（平成29年）に、自叙伝『ねないこはわたし』で、第5回ブクログ大賞のフリー投票部門大賞を受賞した。
2019年から2020年にかけて、「『ねないこだれだ』誕生50周年記念 せなけいこ展」が、朝日新聞社主催で、大阪・愛知・神奈川・広島・札幌で開催された。
2024年（令和6年）10月23日、老衰のため神奈川県の自宅にて死去。満92歳没。

## 人物
- 日本児童出版美術家連盟会員。
- 夫は、落語家の6代目柳亭燕路。娘は絵本作家の黒田かおる。息子は黒田龍之助[注釈 2]。
- 『いやだいやだの絵本』『あーん あーんの絵本』『おおきくなりたい』『ばけものつかい』『おばけのてんぷら』などのロングセラー作品がある[9]。活動分野は、絵本ばかりではなく紙芝居、装丁、挿絵など広範囲におよぶ[9]。

## 著書

### 絵本

#### いやだいやだの絵本
- 『いやだいやだ』福音館書店、1969年、ISBN 978-4834002164。
- 『にんじん』福音館書店、1969年、ISBN 978-4834002171。
- 『ねないこだれだ』福音館書店、1969年、ISBN 978-4834002188。
- 『もじゃもじゃ』福音館書店、1969年、ISBN 978-4834002195。

#### あーんあーんの絵本
- 『あーんあん』福音館書店、1972年、ISBN 978-4834003727。
- 『きれいなはこ』福音館書店、1972年、ISBN 978-4834003758。
- 『ふうせんねこ』福音館書店 1972 あーんあんの絵本
- 『ルルちゃんのくつした』福音館書店 1972 あーんあんの絵本

#### おおきくなりたい絵本
- 『おおきくなりたい』偕成社 1974 おおきくなりたい絵本
- 『かおらちゃんとかおりちゃんと・・・』偕成社 1974 おおきくなりたい絵本
- 『ライオンちゃん』偕成社 1974 おおきくなりたい絵本
- 『ルルねこちゃん』偕成社 1974 おおきくなりたい絵本

#### おばけえほん[15]
- 『ばけものづかい』童心社　おばけえほん 1974（落語より）
- 『ひとつめのくに』童心社  おばけえほん　1974（落語「一眼国」より）
- 『くずかごおばけ』童心社、おばけえほん 1975 ISBN 978-4494004034
- 『おばけいしゃ』童心社 1992 おばけえほん
- 『ゆうれいのたまご』童心社 1992 おばけえほん
- 『どうぐのおばけ』童心社、1993 おばけえほん
- 『ひゅるひゅる』童心社 1993 おばけえほん
- 『かみなりのおやこ』童心社 1994 おばけえほん
- 『てんぐさてんぐ』童心社 1994 おばけえほん
- 『ろくろっくび』童心社 1995 おばけえほん
- 『はらぺこゆうれい』童心社 1999 おばけえほん
- 『とうふこぞう』童心社 2000 おばけえほん
- 『ばけねこになりたい』童心社 2001 おばけえほん
- 『おばけのこもりうた』童心社 2003 おばけえほん

#### めがねうさぎシリーズ
- 『めがねうさぎ』ポプラ社　1975 めがねうさぎシリーズ
- 『おばけのてんぷら』ポプラ社　1976　めがねうさぎシリーズ
- 『めがねうさぎのクリスマスったらクリスマス』ポプラ社　2002　めがねうさぎシリーズ
- 『めがねうさぎのうみぼうずがでる!!』ポプラ社 2005　めがねうさぎシリーズ

#### その他
- 『さかなってなにさ』金の星社 1976 こどものくに傑作絵本
- 『にゃんにゃん』福音館書店、1977年
- 『うさんごろとおばけ』瀬名恵子 あかね書房 1977　のちグランまま社
- 『ちいさなたまねぎさん』金の星社 1977 こどものくに傑作絵本
- 『うさんごろとへんなつき』PHP研究所 おはなしプレゼント　1979
- 『うさぎちゃん』金の星社 1980 こどものくに傑作絵本
- 『おばけにあったうさんごろ』瀬名恵子 あかね書房、1980年
- 『このいろなあに』金の星社、1981年、ISBN 978-4-323-00107-4。
- 『あめふりうさぎ』新日本出版社 1981
- 『はんしろうがおこった』講談社 1983 ちいさなちいさなうさぎシリーズ　のちグランまま社
- 『はんしろうがないた』講談社 1983 ちいさなちいさなうさぎシリーズ
- 『はんしろうがわらった』講談社 1983 ちいさなちいさなうさぎシリーズ
- 『ドラキュラーだぞ』瀬名恵子 小峰書店 1986 こみねのえほん
- 『ぼくはせんにん』瀬名恵子 国土社 1987 こくどしゃのおはなしぶんこ
- 『うみだうみだ しりとりえほん』すずき出版 1988
- 『まーるいまーるい かたちのえほん』すずき出版 1988
- 『おばけのあいうえお』草土文化 1990　もじのえほん
- 『おばけのかぞえうた　かずのえほん』草土文化、1989年、ISBN 978-4-7945-0339-8。
- 『ちいさなうさぎはんしろう 4 (はんしろうがねらってる)』グランまま社 1990
- 『わたしゃほんとにうんがいい イギリス民話』鈴木出版 1992 チューリップえほんシリーズ
- 『うさぎのまじっく』鈴木出版 1993 チューリップえほんシリーズ
- 『うさたろうのばけもの日記』童心社 1995
- 『こわーいはなし』鈴木出版 1994 チューリップえほんシリーズ
- 『まほうつかいとねこ』鈴木出版 1995 チューリップえほんシリーズ
- 『たぬきちのともだち』鈴木出版 1996 チューリップえほんシリーズ
- 『となりのたぬき』鈴木出版、1996年
- 『たぬきちおばけになる』童心社 1997
- 『さんぞうほうしのかえりみち』鈴木出版 1998 チューリップえほんシリーズ
- 『おおかみのでんわ』金の星社 2001 こどものくに傑作絵本
- 『たんぽぽねこ』瀬名恵子 脚本・絵 童心社 2001 おひさまこんにちは 年少向け
- 『ねこのかぞえうた』鈴木出版 2001 チューリップえほんシリーズ
- 『うさぎちゃんうみへいく』金の星社 2002
- 『うさぎちゃんスキーへいく』金の星社 2002
- 『うさぎちゃんつきへいく』金の星社 2002
- 『ふでこぞう』童心社 2002 おばけえほん

- 『あかいまるなーに?』鈴木出版 2003 チューリップえほんシリーズ
- 『おひさまとおつきさまのけんか』ポプラ社 2003

- 『ふゆのおばけ』金の星社 2003 こどものくに傑作絵本
- 『9ひきのうさぎ』ポプラ社 2004 せなけいこのえ・ほ・ん
- 『おおきなおおきなねこ』金の星社 2004 こどものくに傑作絵本
- 『くいしんぼうさぎ』ポプラ社 2004 せなけいこのえ・ほ・ん
- 『ぼくのはさみ』金の星社, 2004 こどものくに傑作絵本
- 『ぼくはかさ』ポプラ社 2005 せなけいこのえ・ほ・ん
- 『どろどろ』ポプラ社 2006
- 『かくれんぼ』鈴木出版 2007 チューリップえほんシリーズ
- 『まじょまつりにいこう』ポプラ社 2007 せなけいこのえ・ほ・ん
- 『ドラキュラーってこわいの?』小峰書店 2008 えほんひろば
- 『おばけなんてないさ』槙みのり作詞 ポプラ社 2009 せなけいこのえ・ほ・ん
- 『おにはそと』金の星社 2010 こどものくに傑作絵本
- 『じゃんけんぽん』鈴木出版 2010 大きな絵本
- 『せなけいこのえはがきの本』ポプラ社 2010
- 『ちいさなあめふりぐも』鈴木出版 2010 チューリップえほんシリーズ
- 『ねこふんじゃった』阪田寛夫作詞 ポプラ社 2010 せなけいこのえ・ほ・ん
- 『メロウ アイルランド民話』再話・絵 ポプラ社 2011
- 『いじわる』鈴木出版 2012 チューリップえほんシリーズ
- 『おふろにいれて』ポプラ社 2013 せなけいこのえ・ほ・ん
- 『クリスマスのおばけ』ポプラ社 2013 せなけいこのえ・ほ・ん
- 『はーくしょい』ポプラ社 2013 せなけいこのえ・ほ・ん
- 『はみがきさん』ポプラ社 2013 せなけいこのえ・ほ・ん
- 『おつきみおばけ』ポプラ社 2015 せなけいこのえ・ほ・ん
- 『おばけのばあ』KADOKAWA 2019

### 紙芝居
- 『じゃんけんぽん』瀬名恵子脚本・画 童心社 1999 かみしばい げんきななかまシリーズ
- 『やさしいおともだち』武田雪夫原作 瀬名恵子脚本・画 童心社 2000 紙芝居ベストセレクション
- 『みみずっておもしろい』せなけいこ作・絵 童心社 2002 ともだちだいすき
- 『ちいさなおばけ』瀬名恵子作・画 教育画劇 2003 かみしばい*ポッポシリーズ
- 『ねずみのしっぽ』瀬名恵子 作・画 教育画劇 2011 教育画劇のかみしばい かみしばい*ポッポシリーズ
- 『ぐーんとのばせ』瀬名恵子 作・画 教育画劇 2008 教育画劇のかみしばい あたらしいしつけ紙芝居

### 一般書
- せなけいこ『ねないこはわたし』文藝春秋、2016年7月15日。ISBN 9784163904849。